# ウラジミル・レメック

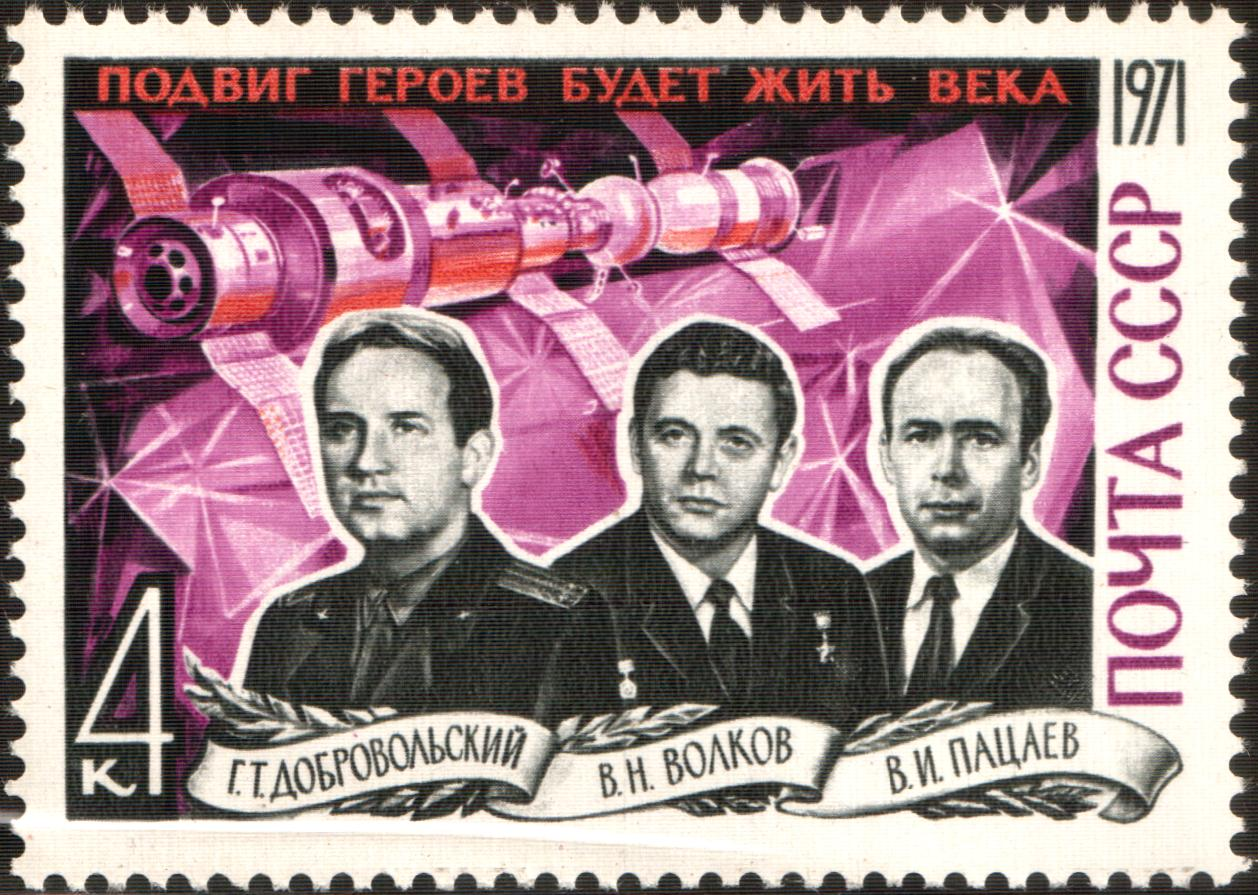
中央がレメック

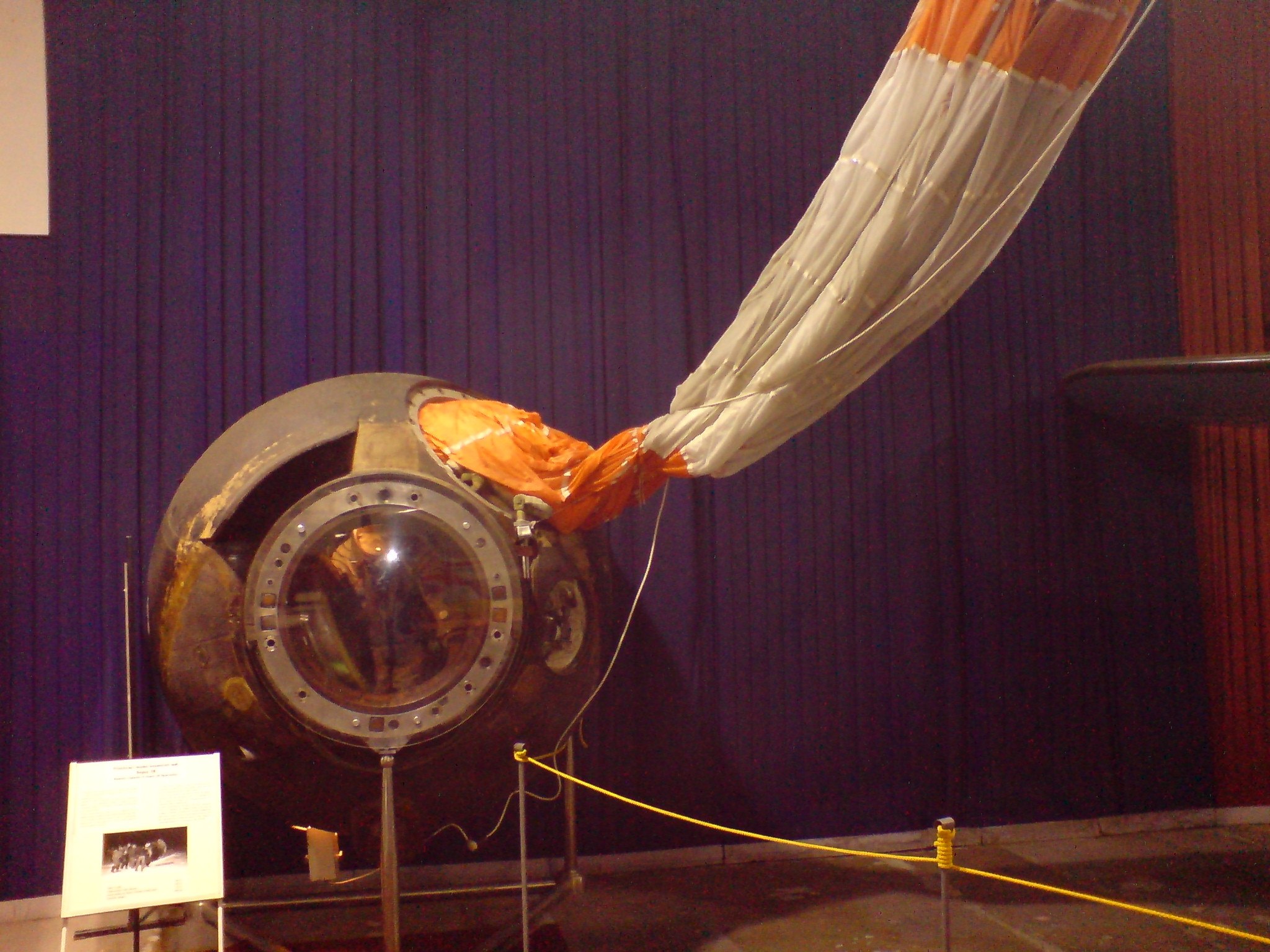
地球帰還の際、レメックが用いたカプセル

ウラジミル・レメック（Vladimír Remek、1948年9月26日 - ）は、チェコスロバキアの軍人、飛行士。ソ連の宇宙開発史で最初の外国人、ヨーロッパ初の宇宙飛行士。チェコの政治家。

## 経歴
チェコ、チェスケー・ブジェヨヴィツェ出身。1966年からチェコスロバキア人民軍に入隊し、1970年にコシツェの高等航空学校を卒業する。1972年までズヴォレンの空軍部隊で勤務する。1976年、ソ連のY.A.ガガーリン空軍アカデミーを卒業する。
1976年末、インターコスモスプログラムの宇宙飛行士候補に選抜され、ガガーリン宇宙飛行士訓練センターにおいて宇宙飛行の訓練を受ける。
1978年3月2日から10日まで、ソユーズ28号、サリュート6号で宇宙に滞在した。このミッションは、ソ連の宇宙開発史上初の外国人が搭乗した宇宙飛行だった。
1978年3月16日、ソ連邦英雄称号とレーニン勲章がレメックに授与された。
1979年、科学研究所副所長を経た後、チェコスロバキア人民軍政治総局に移ったが、間もなく飛行勤務に戻った。
1989年から1990年のビロード革命後、軍から解雇され、プラハの航空・宇宙博物館館長をしばらく務めた。その後、ロシアで民間会社の代表を務め、駐モスクワ・チェコ共和国大使館通商代表となった。
2004年、ボヘミア・モラヴィア共産党から欧州議会議員に選出される。現在、プラハに在住する。

## 叙勲など
チェコスロバキア社会主義共和国英雄、ソ連邦英雄。チェコスロバキアからクレメント・ゴットワルド勲章、「祖国への奉仕に対する」メダル、ソ連からレーニン勲章を受章。チェコスロバキア科学アカデミー金メダルを受賞。
小惑星レメックは彼の名にちなむ。